# Ancistrus maracasae
Az Ancistrus maracasae a sugarasúszójú halak (Actinopterygii) osztályának harcsaalakúak (Siluriformes) rendjébe, ezen belül a tepsifejűharcsa-félék (Loricariidae) családjába tartozó faj.

## Előfordulása
Az Ancistrus maracasae Közép-Amerikában fordul elő. A Trinidad és Tobago-i Maracas-folyómedencében található meg ez az algaevő harcsafaj.

## Megjelenése
Ez a tepsifejűharcsafaj legfeljebb 8,3 centiméter hosszú.

## Életmódja
A trópusi édesvizeket kedveli. Az Ancistrus maracasae, mint a többi rokona, a víz fenekén él és keresi meg a táplálékát.